# Anne-Marie Albiach
Pour l’article ayant un titre homophone, voir Albiac.
Anne-Marie Albiach, née à Saint-Nazaire le 9 août 1937 et morte le 4 novembre 2012 à Neuilly-sur-Seine, est une poétesse française, fondatrice de la revue Siècle à mains. Elle est une figure majeure de la poésie contemporaine française. Son œuvre relève de ce que l'on nomme « poésie blanche » ou « poésie abstraite ». Elle est l'autrice d'une douzaine de recueils.

## Biographie et parcours littéraire
Anne-Marie Albiach passe son existence à Neuilly-sur-Seine, puis à Paris. Outre l'écriture, elle traduit et diffuse la poésie objectiviste américaine.
Dans les années 1960, elle fonde, avec Michel Couturier et Claude Royet-Journoud, la revue Siècle à mains à Londres.
Publié en 1967, Flammigère révèle déjà les éléments fondamentaux de sa poésie. Son écriture est abstraite, comporte des décrochements typographiques. Elle est loin du cadre formel de la poésie. Son écriture est minimaliste. ÉTAT, qui paraît en 1971, lui vaudra une grande reconnaissance[réf. nécessaire]. Son troisième livre, Mezza Voce, n'est publié que treize ans plus tard.
Depuis, deux autres recueils, Figure vocative et Figurations de l'image, ont paru. Selon Jean-Marie Gleize, cette brièveté a sans doute « quelque chose à voir avec son caractère extrême, sa radicalité ou son “acuité”. »
Au cours des années 1970 et 1980, Anne-Marie Albiach rejoint un collectif d'écrivains qui voit le jour à Malakoff, dans la maison d'édition Orange Export Ltd dirigée par Emmanuel Hocquard et Raquel Levy entre 1968 et 1986. Des auteurs tels que Jean Daive, Roger Giroux, Alain Veinstein, Roger Laporte, Pierre Rottenberg, Joseph Guglielmi, Mahieu Bénézet ou Jean Tortel participent à ce groupe et influencent l’œuvre d'Anne-Marie Albiach.
L'influence de sa poésie et l'intérêt qu'elle suscite chez des compositeurs aussi divers que Jean-Pascal Chaigne (en), Walter Feldmann et Franck Yeznikian, soulignent la musicalité d'une œuvre aussi aboutie que méconnue d'une « figure à la fois cardinale et secrète de la poésie française contemporaine, dont l'âpreté, la rigueur extrême, quasi obsessionnelle, constituaient, pour beaucoup de ses pairs, un modèle. »
Elle a traduit en français la poésie de Louis Zukofsky.

## Œuvres
- Flammigère, revue Siècle à mains, 1967 ; 2e éd. Al Dante, 2006
- ÉTAT, Mercure de France, 1971[8]
- H II : linéraires, Le Collet de Buffle, 1974
- Césure : le corps, collages de Raquel, Orange Export Ltd, 1975
- Objet, Orange Export Ltd, 1976
- Mezza Voce, Flammarion, 1984 ; 2e éd. Flammarion, 2002[9]
- Figure vocative, Lettres de Casse, 1985 ; 3e éd. Al Dante, 2006
- Le Chemin de l’ermitage, Première Saline, 1986
- Travail vertical et blanc, Spectres familiers, 1989
- Figurations de l’image, Flammarion, 2004
- L'Excès : cette mesure, Galerie Yvon Lambert, 2004
- Celui des « lames », Éric Pesty Éditeur, 2013
- Cinq le Chœur, Œuvres-1966-2012, postface d'Isabelle Garron, Flammarion, 2014
- La Mezzanine, le dernier récit de Catarina Quia, préface de Jacques Roubaud, La Librairie du XXIe siècle, Éditions du Seuil, 2019